# Gotō Ryūnosuke
Gotō Ryūnosuke (japanisch 後藤 隆之助; geboren 20. Dezember 1888 in der Präfektur Ibaraki; gestorben 21. August 1984) war ein japanischer politischer Aktivist.

## Leben und Wirken
Gotō Ryūnosuke machte seinen Abschluss an der Universität Kyōto. 1919 wurde er politisch aktiv als Mitglied der nationalen Jugendorganisation „Seinendan“ (青年団). Er wirkte dann mit bei dem Aufbau einer Organisation für Jungerwachsener „Shōnendan“ (少年団), um eine breite Basis für eine neue politische Partei zu haben. Im Juni 1932 besuchte Gotō Europa, hörte Hitlers Reden in Berlin, konnte in Moskau beim Besuch des Lenin-Mausoleums Stalin ein paar Schritte nähern. Er reiste dann weiter in die USA, war beeindruckt von der New-Deal-Politik Präsident Franklin Roosevelts.
Nach seiner Rückkehr 1933 gründete Gotō eine Studiengruppe für eine Politik, die ein zukünftiges Kabinett unter Konoe Fumimaro ausführen könnte. Diese Gruppe entwickelte sich zur „Shōwa-Studiengruppe“ (昭和研究会, Shōwa kenkyūkai). Um 1940 war Gotōs Einfluss offensichtlich während der „Bewegung für eine neue Ordnung“ (新体制運動, Shin taisei undō), die daraufhin abzielte, die etablierten politischen Parteien durch eine neue „nationale Organisation“ zu ersetzen. Gotō erhielt im Herbst 1940 eine hohe Position in der so entstehenden „Unterstützungsorganisation für die staatliche Ordnung“ (大政翼賛会, Taisei yokusankai). Er musste allerdings bald darauf zurücktreten, da er als Kommunist verdächtigt wurde.
Nach Ende des Pazifikkriegs 1945 betätigte Gotō sich in der „Shōwa-Gruppe Gleichgesinnter“ (昭和同人会, Shōwa dōjin-kai), die sich mit gesellschaftlichen und politischen Fragen befasste. Er beteiligte sich auch an der Suche nach dem Schatz der Tokugawa, den sie bei ihrer Entmachtung 1867 vergraben haben sollen, „Tokugawa Maisokin“ (徳川埋蔵金) genannt.